# From the Bottom of My Broken Heart
From the Bottom of My Broken Heart (englisch für „Aus dem Tiefsten meines gebrochenen Herzens“) ist die letzte Single aus Britney Spears’ Debütalbum … Baby One More Time. Sie wurde am 14. Dezember 1999 als vierte Singleauskopplung in den USA veröffentlicht.

## Hintergrund
From the Bottom of My Broken Heart wurde von Eric Foster White geschrieben und produziert. Es ist eine Pop-Ballade, sie handelt erneut von Spears erster Liebe und sie wünscht sich, dass die Liebe nie aufhören würde. Sie bezeichnet ihre Emotionen als „aus der Tiefe ihres gebrochenen Herzens“ (from the bottom of my broken heart).

## Musikvideo
Die Regie zum Musikvideo führte Gregory Dark. Es wurde Ende November 1999 gedreht. Am Anfang des Videos plant Spears ihren Weggang aus ihrer kleinen Heimatstadt. Wehmütig erinnert sie sich dabei an die gemeinsame Zeit mit ihrer ersten großen Liebe zurück. Noch an der Bushaltestelle hofft sie, dass ihr Liebster sie noch persönlich verabschieden würde. Doch der erscheint erst, als Spears längst im Bus sitzt und dieser die Stadt verlassen hat.
Premiere feierte das Video am 17. Dezember 1999 auf MTV.

## Kommerzieller Erfolg
From the Bottom of My Broken Heart stieg am 29. Januar 2000 zunächst auf Platz 76 der US-Billboard Hot 100 ein und steigerte sich am 26. Februar 2000 dank starker CD-Verkäufe bis auf Platz 14. Für über 1.000.000 verkaufte Einheiten wurde die Single bereits am 28. März 2000 von der Recording Industry Association of America mit Platin ausgezeichnet. In den Billboard Jahrescharts 2000 wurde der Song auf Platz 77 gelistet. In Kanada erreichte From the Bottom of My Broken Heart Platz 25, in Australien Platz 37 und in Neuseeland Platz 23. In Europa erschien der Song nicht als offizielle Single, dort wurde Born to Make You Happy als vierte Auskopplung aus dem Album … Baby One More Time veröffentlicht. Dennoch stieg From The Bottom Of My Broken Heart am 11. März 2000 aufgrund hoher Radioeinsätze auf Platz 197 in die britischen Singlecharts ein und erreichte in der Folgewoche mit Platz 178 seine Höchstposition.

### Chartplatzierungen
| ChartsChartplatzierungen       | Höchstplatzierung | Wochen |
| ------------------------------ | ----------------- | ------ |
| Vereinigte Staaten (Billboard) | 14 (20 Wo.)       | 20     |

### Auszeichnungen für Musikverkäufe
| Land/Region               | Auszeichnungen für Musikverkäufe (Land/Region, Auszeichnung, Verkäufe) | Verkäufe  |
| ------------------------- | ---------------------------------------------------------------------- | --------- |
| Vereinigte Staaten (RIAA) | Platin                                                                 | 1.000.000 |
| Insgesamt                 | 1× Platin ·                                                            | 1.000.000 |

Hauptartikel: Britney Spears/Auszeichnungen für Musikverkäufe